# Conducte ependimari
El conducte ependimari, també conegut com a canal ependimari, és un espai en forma de tub omplert amb líquid cefalorraquidi que discorre longitudinalment a través de tota la medul·la espinal. El canal central és continu amb el sistema ventricular del cervell. El quart ventricle s'estreny en una regió anomenada òbex per esdevenir el canal ependimari.
El central canal representa la resta adulta de la cavitat central del tub neuronal. Generalment es tanca amb edat.

## Importància clínica
La Siringomièlia és una malaltia causada per l'oclusió d'aquest canal. Les oclusions es donen típicament a la zona cervical baixa i toràcica superiors. Típicament danya les fibres de matèria blanca que travessen la comissura blanca anterior, produint la pèrdua de temperatura, dolor, i disfuncions motores que afecten el costat contrari.